# Рамон Мендесона
Рамон Мендесона Ролдан (исп. Ramón Mendezona Roldán; 3 ноября 1913, Росарио — 14 июня 2001, Мадрид) — испанский журналист и политик, член Коммунистической партии Испании. Известен под псевдонимом Педро Альдамис, который использовал в годы эмиграции во время режима Франко.

## Биография
Родился в семье моряка из Мундаки, пропавшего без вести во время плавания. Детство провёл в Мундаке, затем обучался в университете Логроньо.

### Политическая деятельность
- С 1931 года — член Молодёжных коммунистических организаций
- Участник революционных событий 1934 года в Астурии
- В 1936 году основал Пролетарский хор и оркестр

### Гражданская война и эмиграция
Во время Гражданской войны:
- Был делегатом КПИ на фронте Харама
- Работал на радиостанциях КПИ в Мадриде
- В 1939 году участвовал в переговорах с полковником Касадо во время его выступления против правительства Негрина

После поражения республиканцев:
- Эмигрировал во Оран, Алжир, где находился в концентрационном лагере
- С 1939 года — в СССР, работал на Радио Москва[2]

### Работа на «Независимое радио Испании»
С 1946 года связан с радиостанцией «Независимое радио Испании» (известной как «Пиренейское»):
- В 1956—1977 годах — директор станции

### Возвращение в Испанию
- В 1977 году временно вернулся в Испанию
- С 1989 года — постоянное проживание в Мадриде
- Последние годы своей жизни он посвятил сохранении истории о деятельности радиостанции  и участвовал в создании Фонда имени Долорес Ибаррури.

## Публикации
- Мендесона Р. La Pirenaica. Historia de una emisora clandestina.... — 1981. — ISBN 84-300-4786-7.
- Мендесона Р. La Pirenaica y otros episodios. — Libertarias/Prodhufi, 1995. — ISBN 84-7954-249-7.